# Vohburg an der Donau
Vohburg an der Donau est une ville de Bavière (Allemagne), située dans l'arrondissement de Pfaffenhofen an der Ilm, dans le district de Haute-Bavière.
En France, elle est jumelée avec la ville de Clermont.